# 愛情沒有終點
《愛情沒有終點》（英語：The Longest Ride）是一部美國2015年浪漫劇情片，為小喬治·提曼所執導，克雷格·波頓編劇。電影改編自尼可拉斯·史派克的2013年小說《The Longest Ride》。由布麗特妮·羅伯森、史考特·伊斯威特、傑克·休斯頓、奧娜·卓別林、亞倫·艾達、梅莉莎·班諾伊、洛莉塔·黛維琪和葛蘿莉亞·魯賓主演。為二十世紀福斯負責發行，美國於2015年4月10日上映。

## 劇情
故事敘述職業牛仔路克（史考特·伊斯威特飾）和女大學生蘇菲亞（布麗特妮·羅伯森飾），在一次牛仔競技比賽中相遇，彼此很快地陷入愛河，儘管他們將面對未來的困難和挑戰；兩人在一次意外中救了一位老人，在聽了老人與亡妻之間的故事後，讓路克與蘇菲亞了解如何珍惜對方和獲得自信，發誓要準備解決困境、迎向美好的未來。

## 演員
- 布麗特妮·羅伯森 飾 蘇菲亞·丹科（Sophia Danko）
- 史考特·伊斯威特 飾 路克·柯林斯（Luke Collins）
- 亞倫·艾達 飾 艾拉·萊文森（Ira Levinson）
  - 傑克·休斯頓 飾 年輕時的艾拉
- 奧娜·卓別林（英语：Oona Chaplin） 飾 露絲（Ruth）
- 梅莉莎·班諾伊 飾 瑪西婭（Marcia）
- 洛莉塔·黛維琪（英语：Lolita Davidovich） 飾 琳達·柯林斯（Linda Collins）
- 葛蘿莉亞·魯賓（英语：Gloria Reuben） 飾 亞德里安娜·法蘭西斯（Adrienne Francis）
- 貝瑞·拉特克利夫（英语：Barry Ratcliffe） 飾 拍賣師
- 巴雷特·愛德華茲 飾 傑瑞德·米德爾頓（Jared Midelton）
- 亨特·伯克 飾 大衛·斯坦恩（David Stein）
- 阿麗娜·莉亞 飾 布魯克（Brooke）

## 製作
2014年4月，福斯2000製片公司宣布了改編電影將於2015年4月10日推出，小喬治·提曼與其會談執導，克雷格·波頓負責撰寫改編劇本；而由布麗特妮·羅伯森飾演蘇菲亞·丹科、奧娜·卓別林飾演露絲、史考特·伊斯威特飾演路克·柯林斯、傑克·休斯頓和亞倫·艾達則分別飾演年輕時與年老的艾拉。

### 拍攝
主要拍攝於2014年6月16日在北卡羅來納州的威明頓和溫斯頓-撒冷進行。7月28日，在傑克遜維爾拍攝，其中包括一個農圈的場景。隨後劇組移至溫斯頓-撒冷的勞倫斯·喬爾退伍軍人紀念體育館取景。

## 發行
電影定於2015年4月10日在美國上映。首支預告片於2014年12月釋出，後來隨著《魔法黑森林》和《分歧者2：叛亂者》等電影一同在戲院放映。

## 反響

### 評價
《愛情沒有終點》獲得多為負面的評價。爛番茄根據104位專業影評人持有31%的評級，平均得分4.3／10；該網站共識：「《愛情沒有終點》的手法比一般尼可拉斯·史帕克的電影還少見，但它仍然是矯情與無可救藥的做作，不，這和其目標觀眾有關」。Metacritic基於30條評論得分33（滿分100），代表「普遍不佳的評價」。CinemaScore民調顯示，觀眾從A+至F間給了本片「A」的評價，這是繼2004年的《手札情緣》隔11年後又得到「A」的愛情片。

### 票房
《愛情沒有終點》在北美獲得了3744萬6117美元的票房，加上其他地區的2556萬7164，最終全球票房總計6301萬3281美元左右。
上映首周票房為1300萬美元排名第三，列於《玩命關頭7》（5950萬美元）和《好家在一起》（1850萬美元）之後。

## 榮譽
| 年份 | 項目         | 類別                   | 得獎人           | 結果 |
| ---- | ------------ | ---------------------- | ---------------- | ---- |
| 2015 | 青少年票選獎 | 必選電影：劇情類       | 《愛情沒有終點》 | 提名 |
| 2015 | 青少年票選獎 | 必選電影：劇情類男演員 | 史考特·伊斯威特  | 獲獎 |
| 2015 | 青少年票選獎 | 必選電影：劇情類女演員 | 布麗特妮·羅伯森  | 提名 |
| 2015 | 青少年票選獎 | 必選電影：突圍之星     | 史考特·伊斯威特  | 提名 |

## 外部連結
- 官方网站
- AllMovie上《愛情沒有終點》的资料（英文）
- 互联网电影数据库（IMDb）上《愛情沒有終點》的资料（英文）
- Box Office Mojo上《愛情沒有終點》的資料（英文）
- 爛番茄上《愛情沒有終點》的資料（英文）
- Metacritic上《愛情沒有終點》的資料（英文）